# Luis Rodríguez (Baja California)
Luis Rodríguez es una localidad del estado mexicano de Baja California. Es parte del municipio de San Quintín.

## Demografía
| Censo | Población |
| ----- | --------- |
| 2000  | 8         |
| 2010  | 2 281     |
| 2020  | 1 066     |